# 3ème étoile à gauche
3ème étoile à gauche is een muziekalbum van Christian Décamps et Fils. Het album dat is opgenomen gedurende 1996 en 1997 bevat een rockopera ("Opéra cosmique") en is daarom onder te brengen in de rubriek conceptalbum. Het album behandelt de ongelukkig Margaret, die het gevoel heeft dat haar moeder haar de verkeerde naam heeft gegeven; ze gaat daar vreselijk onder gebukt. Décamps was de leider van Ange, maar kreeg onenigheid met medestichter en broer Francis Décamps en vertrok. Ange zakte na verloop van tijd in terwijl de loopbaan van Christian voorspoedig liep. In de uitgave van Musea Records werd al melding gemaakt van Le nouvel Ange (de nieuwe Ange), dat was later ook daadwerkelijk het geval. De band Christian Décamps et Fils werd de nieuwe Ange. "Quasimodo" bleek een blijvertje van de band; ze spelen het anno 2010 nog. 

## Musici
- Christian Décamps – zang, toetsinstrumenten
- Tristan Décamps (Fils) – toetsinstrumenten, zang
- Thierry Sidhoum – basgitaar, zang
- Hussan  Hajdi – gitaar, zang
- Hervé Rouyer – slagwerk

## Tracklist
Allen van Christian Décamps, behalve waar aangegeven:

| Nr. | Titel                                                                                   | Duur  |
| --- | --------------------------------------------------------------------------------------- | ----- |
| 1.  | A capella (Christian/Tristan)                                                           | 1:00  |
| 2.  | Narcisse                                                                                | 3:05  |
| 3.  | Le vieux sous son tilleul                                                               | 3:29  |
| 4.  | Entre jeux                                                                              | 1:40  |
| 5.  | Quand un oiseau se meurt...                                                             | 3:00  |
| 6.  | Les Piranhas                                                                            | 3:50  |
| 7.  | Aproximatif inivers - inclus aspirales                                                  | 5:05  |
| 8.  | Opéra cosmique (I. Nocturnes; II. L'orchestre; III. 3ème étoile à gauche; IV. Margaret) | 12:16 |
| 9.  | Quasimodo                                                                               | 6:00  |
| 10. | Les Nénuphars (Christian/Tristan)                                                       | 4:10  |
| 11. | Quatuor - Tout ca n'était qu'un rêve! (Christian/Tristan)                               | 2:30  |
| 12. | Le sexe des anges                                                                       | 4:30  |
| 13. | Que deviennent les héros                                                                | 3:37  |
| 14. | Selon Socrate et Corpernic - inclus La Mer de Quartz                                    | 5:40  |
| 15. | Devine!                                                                                 | 4:00  |
| 16. | A bientôt sur la vie!                                                                   | 5:32  |
| 17. | Coda (Christian/Tristan)                                                                | 1:30  |